# Jongno 3(sam)-ga (métro de Séoul)
Jongno 3(sam)-ga (hangeul : 종로3가 ; hanja : 鍾路3街) est une station de correspondance entre, la ligne 1, la ligne 3 et la ligne 5 du métro de Séoul. Elle est située dans le quartier Jongno 3-ga, de l'arrondissement de Jongno-gu, à Séoul en Corée du Sud.
Ouverte en 1974 sur la ligne 1, elle devient une station de correspondance avec la ligne 3 en 1985 et avec la ligne 5 en 1996. Elle est desservie par les services omnibus et express de la ligne 1, le service omnibus de la ligne 3 et le service omnibus de la ligne 5.

## Situation sur le réseau

Plan du réseau (2023)

La station Jongno 3(sam)-ga est une station de correspondance entre la ligne 1, la ligne 3 et la ligne 5 du métro de Séoul, : 
sur la ligne 1, établie en souterrain, c'est une station de passage située entre la station Jongno 5(o)-ga, en direction du terminus nord Yeoncheon, et la station Jonggak, en direction du terminus ouest Incheon ou du terminus de branche sud-ouest Sinchang, via la station de bifurcation Guro, ; 
sur la ligne 3, établie en souterrain, c'est une station de passage située entre la station Anguk, en direction du terminus nord-ouest Daehwa, et la station Euljiro 3(sam)-ga, en direction du terminus est Ogeum,.
sur la ligne 5, établie en souterrain, c'est une station de passage située entre la station Gwanghwamun, en direction du terminus ouest Banghwa, et la station Euljiro 4(sa)-ga, en direction du terminus est Hanam Geomdansan, ou du terminus de branche Macheon, via la station de bifurcation Gangdong,.

## Histoire
La station Jongno 3(sam)-ga est mise en service le 15 août 1974,, lors de l'ouverture à l'exploitation de la première section de la ligne 1 du métro de Séoul, longue de 9,54 km, entre la station Gare de Séoul et la station Cheongnyangni.
Elle devient une station de correspondance, avec la ligne 3 du métro de Séoul, le 18 octobre 1985, lors de l'ouverture à l'exploitation des 16,2 km de Dongnimmun à Yangjae. Puis la correspondance est augmentée avec l'ouverture de la station de la ligne 5 du métro de Séoul le 30 décembre 1996, lors de l'ouverture à l'exploitation des 14,1 km, de Yeouido à Wangsimni.

## Services aux voyageurs

### Accès et accueil
La station, Jongno 3(sam)-ga est composée de trois station souterraines en relations par des passages de correspondances : la station de la ligne 1 est située au 129 Jongno (61-68 Jongno 3-ga), la station de la ligne 3 est située au 30  Donhwamun-ro (59, Myo -dong), et la station de la ligne 5 est située au Donhwamun-ro 11-gil (46 Donui-dong). Les deux lignes sont en souterrain à des niveaux de profondeur différents. La station dispose de seize bouches, numérotés de 1 à 16. Les relations piétonnes entre les différents niveaux du sous-sol et avec la surface disposent d'escaliers, d'escaliers mécaniques et d'ascenseurs.

### Desserte

#### Station ligne 1
Jongno 3(sam)-ga, est une station de passage et de correspondance qui dispose de deux quais latéraux équipés de portes palières. Elle est desservie par les rames omnibus et express du service de la ligne 1.

Installations L1
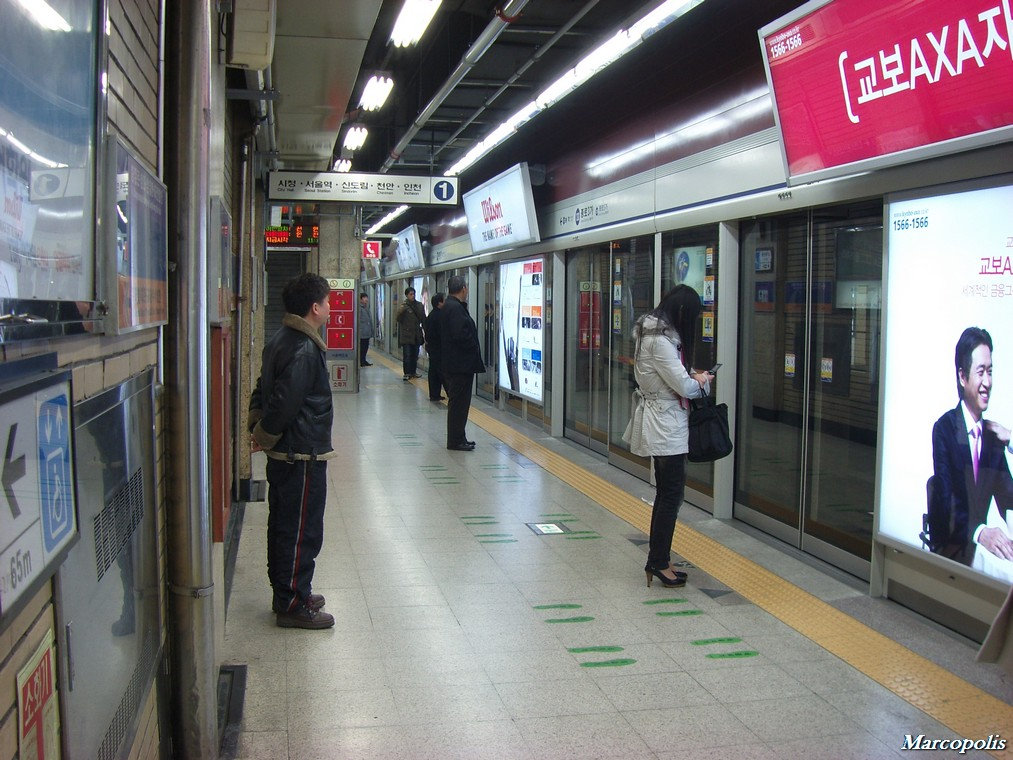
En 2008.
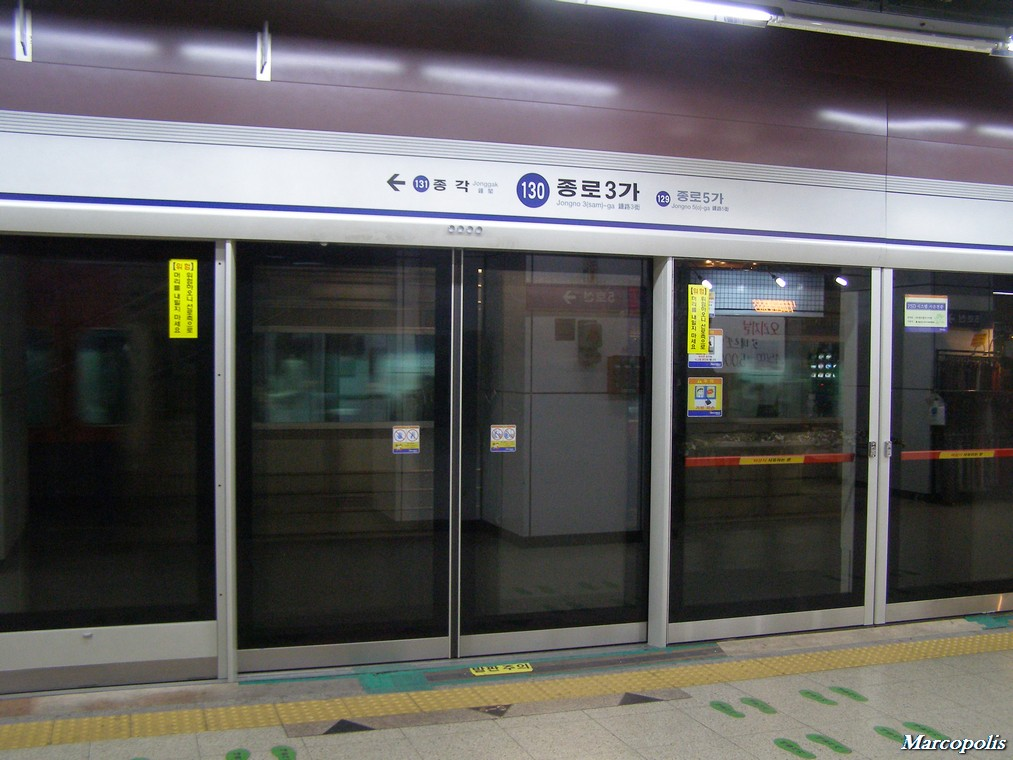
En 2007.
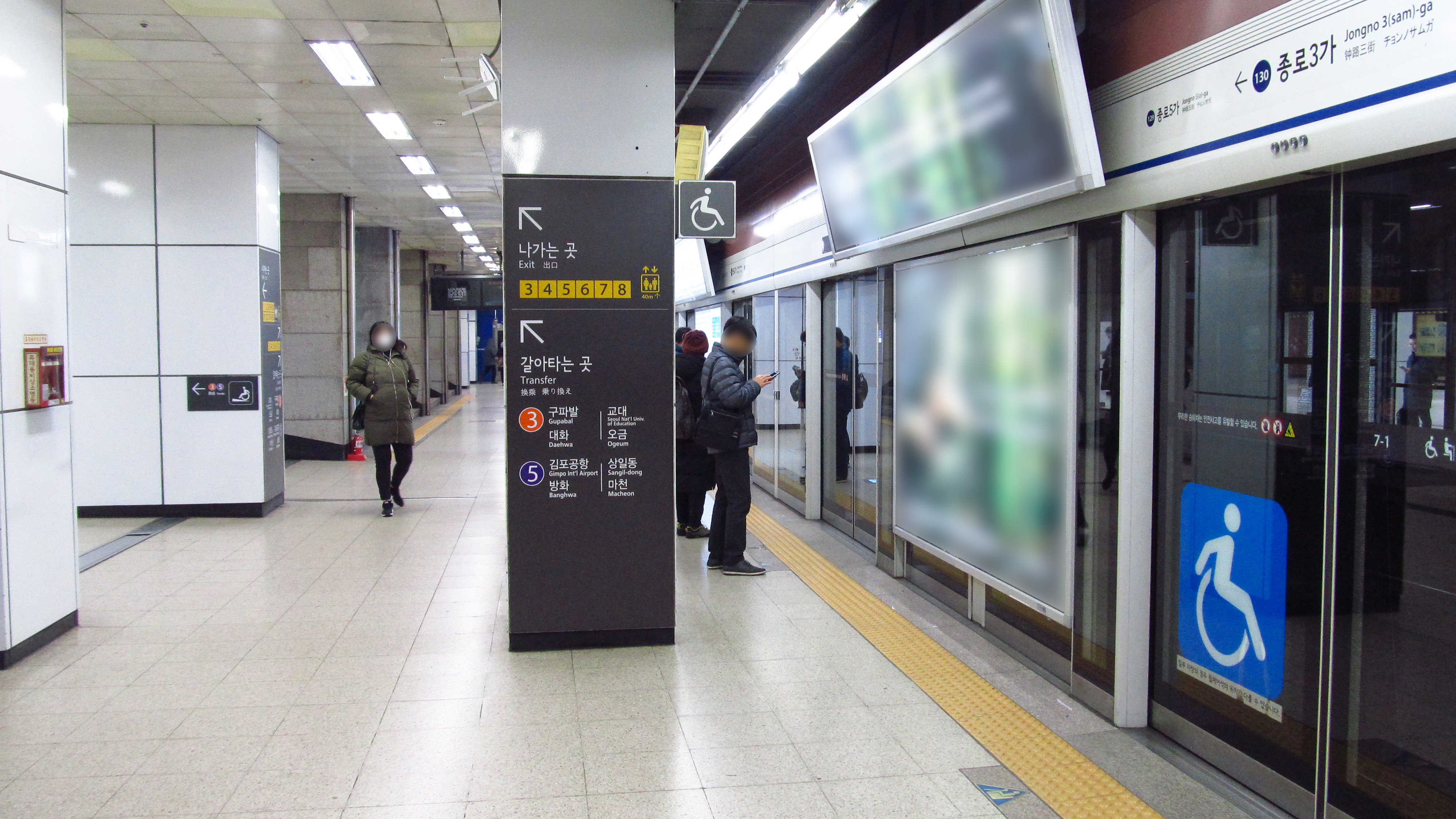
En 2018.

#### Station ligne 3
Jongno 3(sam)-ga, est une station de passage et de correspondance qui dispose d'un quai central équipé de portes palières. Elle est desservie par les rames omnibus du service de la ligne 3.

Installations L3
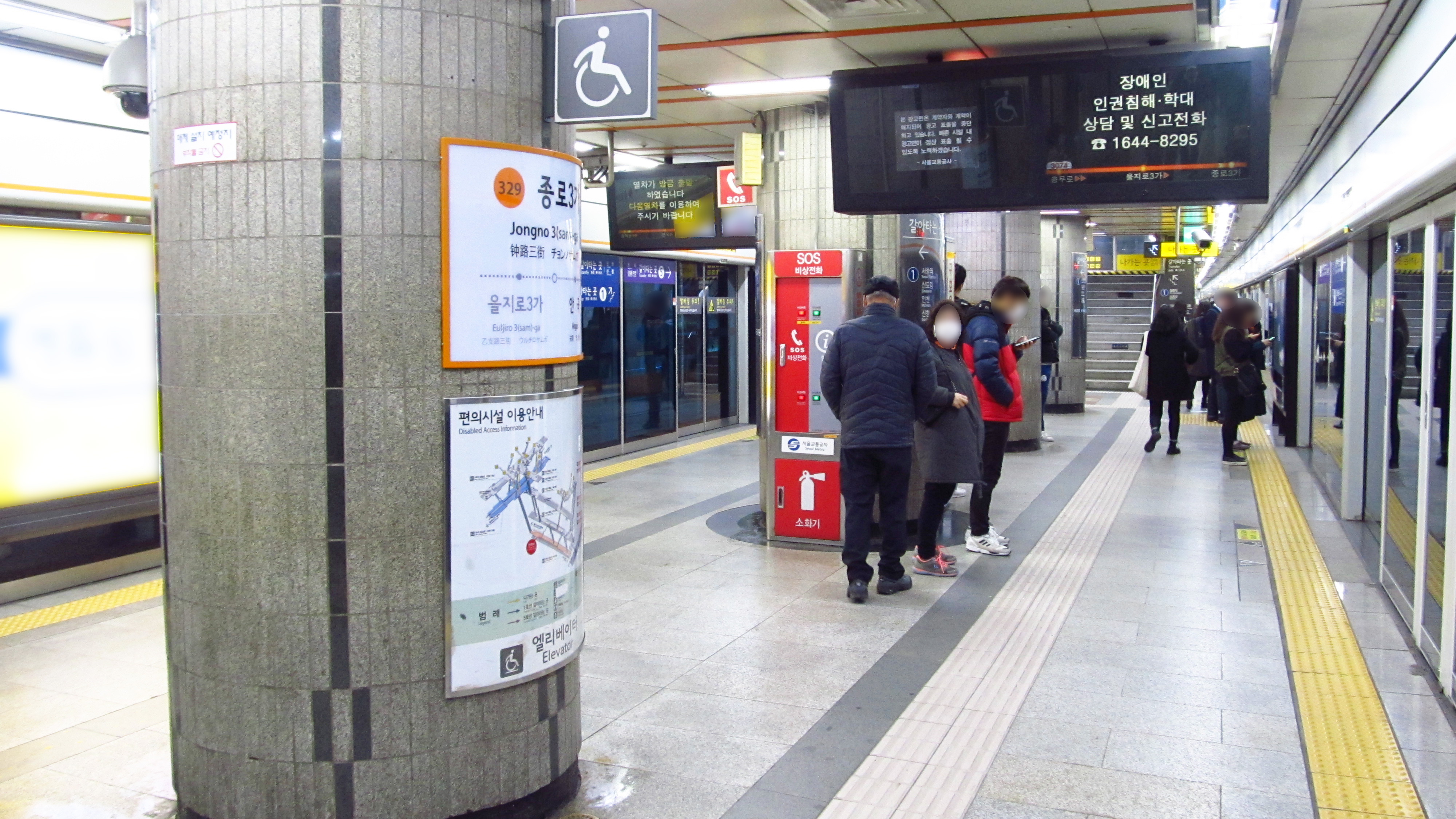
En 2018.
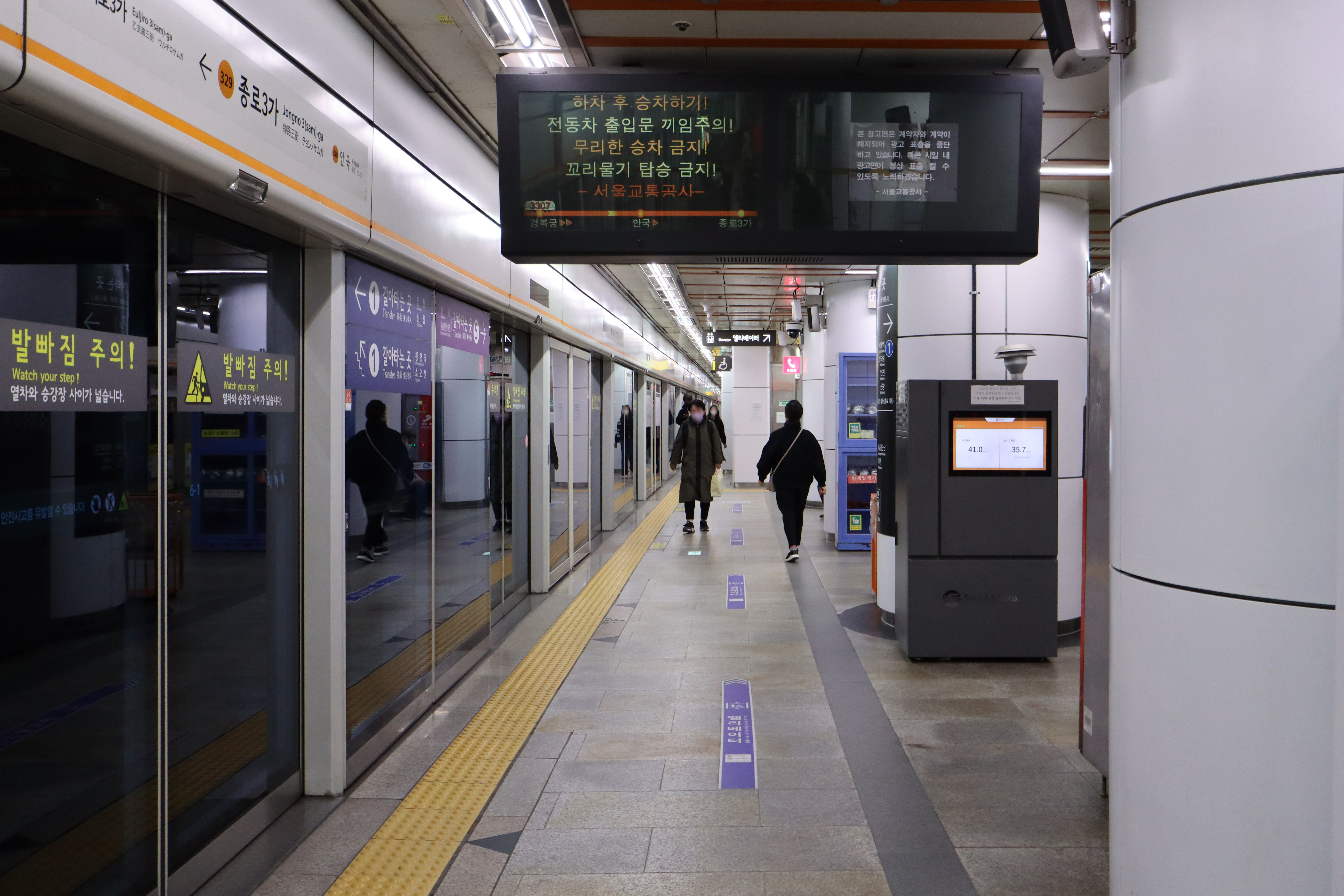
En 2023.
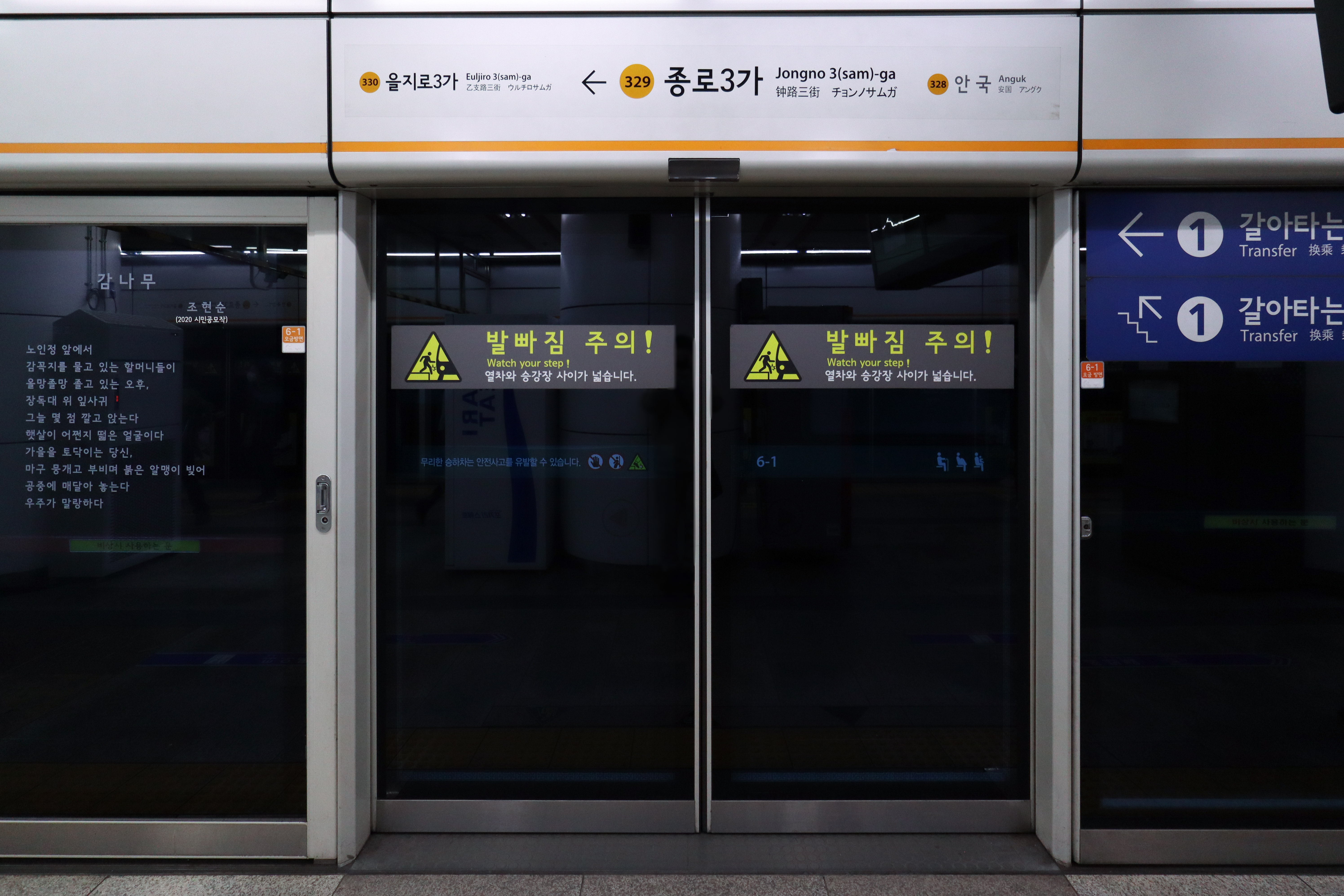
En 2023.

#### Station ligne 5
Jongno 3(sam)-ga, est une station de passage et de correspondance qui dispose d'un quai central équipé de portes palières. Elle est desservie par les rames omnibus du service de la ligne 5.

Installations L5
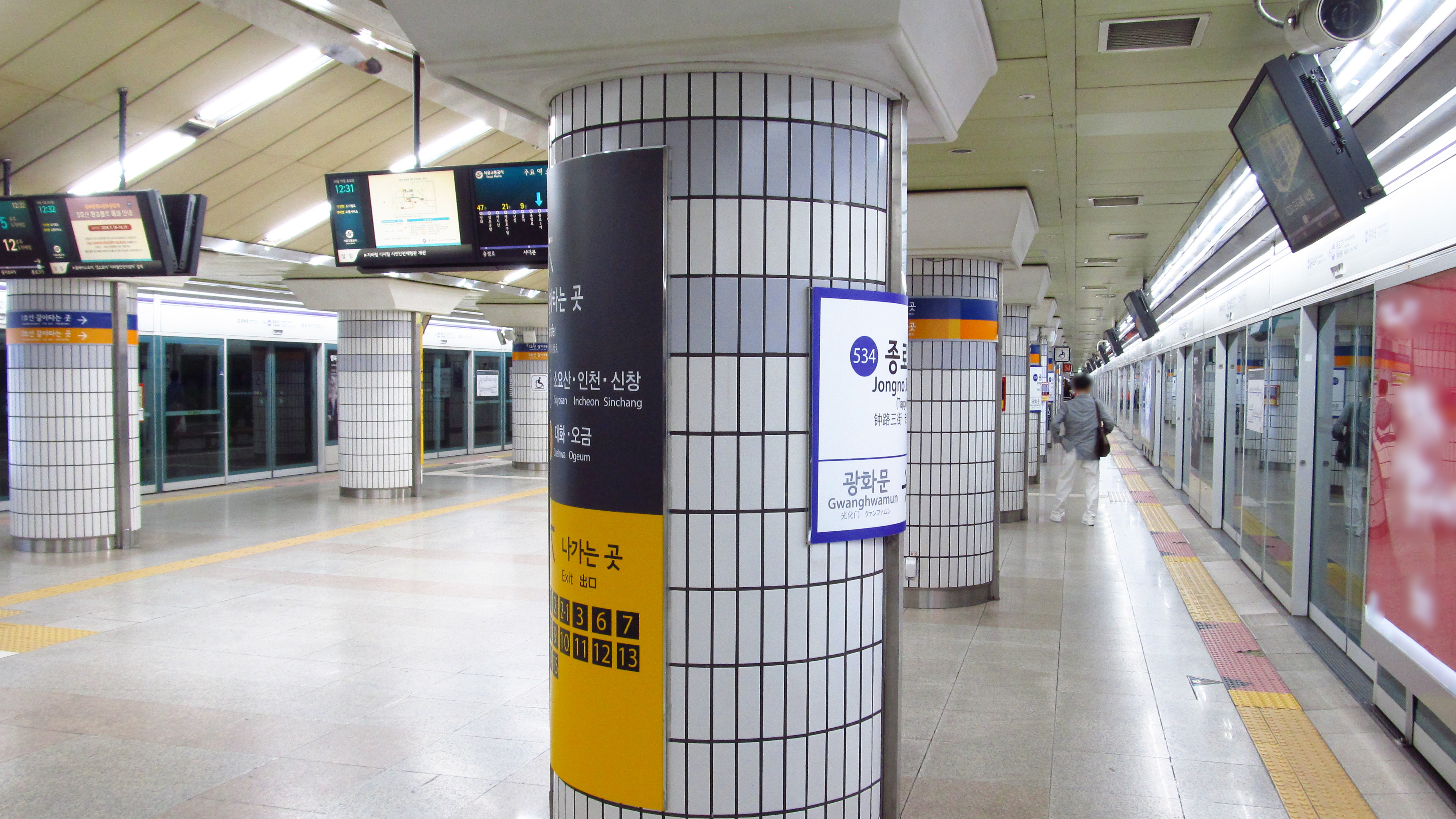
En 2018.
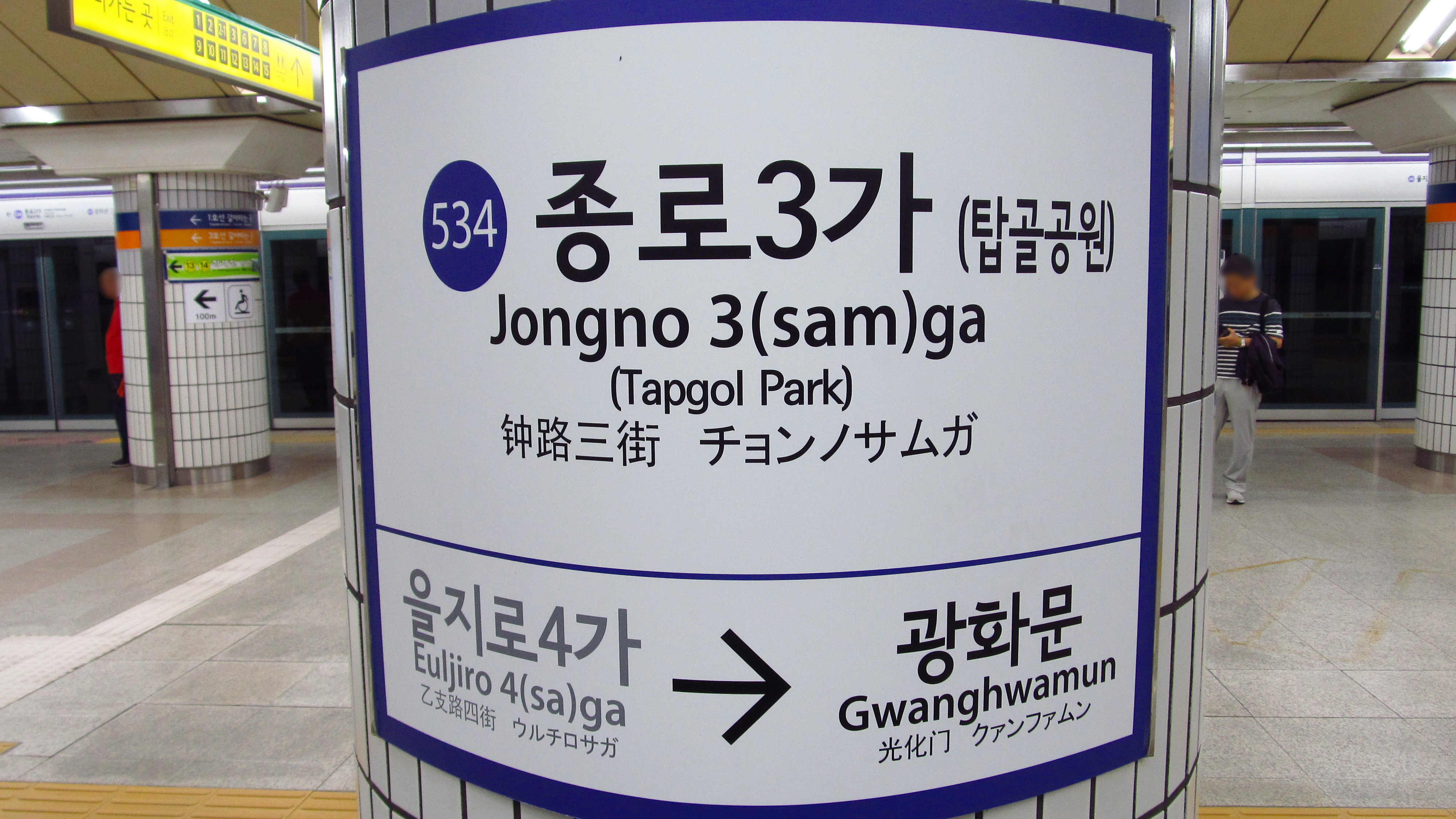
En 2018.
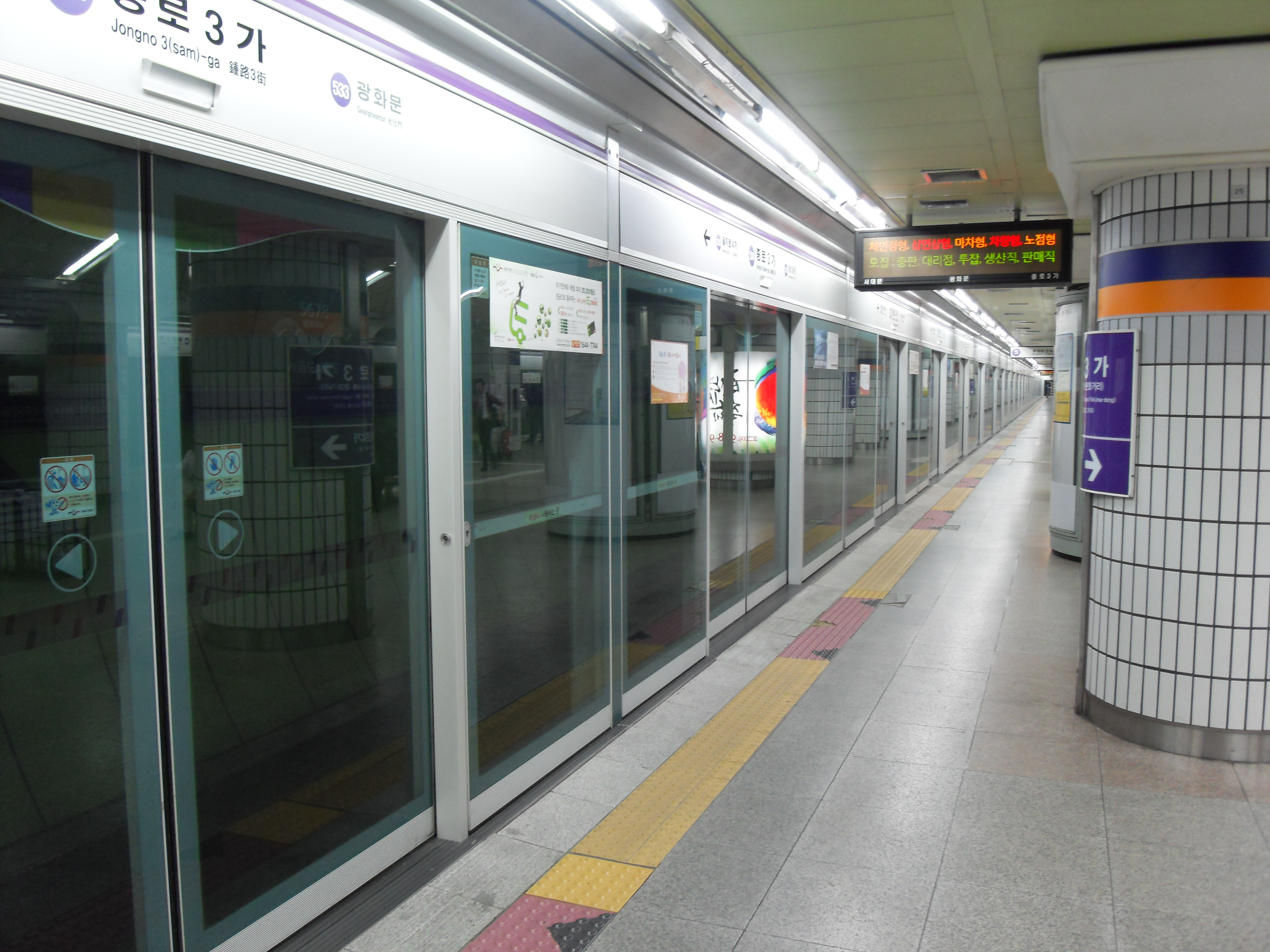
En 2009.

### Intermodalité
Des arrêts de bus sont situés à proximité des bouches.

## À proximité
La station dessert notamment le Sanctuaire de Jongmyo, le palais de Changdeokgung et le parc Tapgol (en).